# Giovanni Scanavino
Giovanni Scanavino OSA (* 9. Dezember 1939 in Santo Stefano Belbo, Provinz Cuneo, Italien) ist emeritierter Bischof von Orvieto-Todi.

## Leben
Giovanni Scanavino trat der Ordensgemeinschaft der Augustiner bei, legte die Profess am 7. Oktober 1956 ab und empfing am 14. März 1964 die Priesterweihe.
Papst Johannes Paul II. ernannte ihn am 8. November 2003 zum Bischof von Orvieto-Todi. Die Bischofsweihe spendete ihm der Apostolische Nuntius in Italien, Paolo Romeo, am 27. Dezember desselben Jahres; Mitkonsekratoren waren Domenico Berni Leonardi OESA, Prälat von Chuquibambilla, und Decio Lucio Grandoni, emeritierter Bischof von Orvieto-Todi. 
Am 5. März 2011 nahm Papst Benedikt XVI. sein aus Altersgründen vorgebrachtes Rücktrittsgesuch an.